# Manuel Puyal i Cardona
Manuel Puyal i Cardona   (Barcelona, 21 d'octubre de 1947 - gener 2025) fou un humorista gràfic. Va treballar pel diari Avui, La Vanguardia, Regió 7 i El Temps entre d'altres.

## Biografia
Manuel Puyal, va néixer el 21 de gener del 1947 al carrer Pujades número 172, al Poblenou a Barcelona, el seu pare era d'origen aragonès. Des de ben jovenet la seva afició pel dibuix va fer que a l'escola fes caricatures dels seus professors, buscant la màxima semblança i amb respecte. Pels seus companys els feia caricatures de personatges de futbol. Per tal de millorar la seva tècnica es va apuntar a un curs de dibuix per correspondència que dirigia Josep Escobar. Entre els dibuixants que ha admirat hi ha, Valentí Castany, Jordi Ginés i Miquel Ferreres.
El primer dibuix que va veure publicat fou a la revista Quatre Cantons, una revista, que es publicava al barri on la temàtica eren les reivindicacions veïnals. Després d'aquest debut, va publicar, ja com a professional a La Risa. Durant molts anys va combinar el treballar en una oficina i fer caricatures per diverses publicacions, a Mundo Diario, va rebre la primera retribució com a caricaturista. Quan col·laborava a la revista Canigó va conèixer, Josep Faulí i Josep Maria Cadena, tots dos estaven preparant la sortida d'un nou diari que s'anomenaria Avui, en Puyal, hi va col·laborar fins que el 1977 en entrar Jordi Maluquer i Bonet a la direcció li va dir; “Que es pensa vostè, que l’Avui és un tebeo?” d'aquest fet va plegar i va passar a treballar pel diari ABC. Va ser un dels impulsors de la revista en línia Elwebnegre.com.
Va col·laborar a les publicacions en català; El be negre amb potes rosses, setmanari satíric del 1979 que va ser l'intent (que no va prosperar) de recuperar el setmanari satíric barceloní El Be Negre. El Drall o El Triangle, la revista esportiva, La Bimba, a la revista dominical de La Vanguardia i al Regió 7 on va fer una vinyeta diària fins a la seva jubilació el 2012.
En el mon associatiu, ha estat vinculat a les entitats del Poblenou, Centre Moral i Cultural del Poblenou, entitat cultural  i a L'Aliança del Poblenou, de caràcter recreatiu, cultural i social.
Relació de publicacions on ha col·laborat: Diari, ABC; Avui, Butifarra!; revista Canigó; Butlletí d'Esquerra Republicana de Catalunya, Diari de Barcelona, Don Balón; El Be Negre amb potes rosses, El Carrer, El Drall, revista satírica setmanal en llengua catalana; Esquerra Nacional, El Temps, El Triangle, El Web Negre, Hoja del Lunes, La Bimba, La Risa, La Vanguardia a la tira còmica “El Burladero”, La Veu del Carrer, Mundo Diario, Quatre Cantons, Regió 7, revista de còmics RIN-TIN-TIN al número 225 de l'octubre de 1965; Tribuna Catalana.